# Hulha Negra
Hulha Negra is een gemeente in de Braziliaanse deelstaat Rio Grande do Sul. De gemeente telt 6.448 inwoners (schatting 2009).

## Aangrenzende gemeenten
De gemeente grenst aan Aceguá, Bagé en Candiota.